# Elysius amapaensis
Elysius amapaensis är en fjärilsart som beskrevs av Rego Barros 1971. Elysius amapaensis ingår i släktet Elysius och familjen björnspinnare. Inga underarter finns listade i Catalogue of Life.